# Secretaria General de Política de Defensa
La Secretaria General de Política de Defensa (SEGENPOL) és una secretaria general d'Espanya depenent del Ministeri de Defensa. S'encarrega del desenvolupament i execució de la política de Defensa, les relacions en aquest àmbit amb altres departaments ministerials, especialment amb el Ministeri d'Afers Exteriors i de Cooperació d'Espanya, les relacions bilaterals amb altres estats i amb les organitzacions internacionals de seguretat i defensa, sota el principi d'unitat d'acció exterior de l'Estat, així com el desenvolupament de la diplomàcia de Defensa i, amb el Ministeri de l'Interior especialment, en el relacionat amb la contribució a la conducció de crisi i emergències.

## Estructura
El Secretari General de Política de Defensa ostentarà la representació del Departament, per delegació del Ministre, en els casos en què aquest la hi encomani i, especialment, davant les organitzacions internacionals de seguretat i defensa de les quals Espanya formi part.
Així mateix, correspon al Secretari General de Política de Defensa:
- Presidir la Comissió Interministerial de Defensa.
- Actuar de Secretari del Consell de Defensa Nacional.
- Presidir la Comissió de Coordinació de l'Activitat Internacional del Ministeri de Defensa.

De la Secretaria General de Política de Defensa depenen al seu torn:
- La Direcció general de Política de Defensa.
- La Divisió de Coordinació i Estudis de Seguretat i Defensa.

### Organismes adscrits
- La Comissió Interministerial de Defensa.
- La Secció espanyola del Comitè Permanent Hispà-Nord-americà.
- La Comissió de Coordinació de l'Activitat Internacional del Ministeri de Defensa.
- Les agregaduries de defensa en les missions diplomàtiques d'Espanya en l'exterior.
- Els consellers de defensa en les representacions permanents davant les organitzacions internacionals.

## Llista de secretaris generals de Política de Defensa
- Francisco Javier Jiménez Ugarte Hernández (2001-2004)
- Francisco José Torrente Sánchez (2004-2007)
- Luis Manuel Cuesta Civís (2007-2012)
- Alejandro Alvargonzález San Martín (2012-2016)
- Almirall Juan Francisco Martínez Núñez (2016-).[2][3]

## Funcions
Les funcions de la Secretaria General de Política de Defensa estan assenyalades en l'articulo 15 del Reial decret 998/2017:
- Efectuar el seguiment i avaluació de la situació internacional en l'àmbit de la política de seguretat i defensa.
- Proposar directrius de política de Defensa.
- Dirigir el Pla de Diplomàcia de Defensa.
- Conduir les relacions bilaterals amb els estats en matèria de política de Defensa.
- Dirigir la participació del Ministeri en les organitzacions internacionals de seguretat i defensa.
- Dirigir l'elaboració dels tractats, acords i convenis internacionals que afectin a la Defensa, en coordinació amb el Ministeri d'Afers Exteriors i de Cooperació d'Espanya.
- Coordinar la contribució del Departament a l'acció de l'Estat per fer front a situacions de crisis i emergències.
- Planificar la contribució espanyola al planejament civil d'emergència en les organitzacions internacionals de seguretat i defensa.
- Disposar l'actuació del Departament en matèria de control d'armament, no proliferació i desarmament.
- Proposar i coordinar la política cultural de seguretat i defensa i la promoció de la consciència de defensa nacional.
- Impulsar les relacions institucionals.